# Мандзони, Алессандро
Алесса́ндро Франче́ско Томма́зо Анто́нио Мандзо́ни (итал. Alessandro Francesco Tommaso Antonio Manzoni; 7 марта 1785, Милан — 22 мая 1873, там же) — итальянский писатель-романтик, автор романа «Обручённые».

## Биография
Отцу Мандзони, Дон Пьетро Мандзони, было уже 50 лет, когда сын появился на свет. Он представлял одну из старейших семей из Барцио в Вальсассине, которая обосновалась вблизи от Лекко в Ломбардии (в районе Калеотто) в 1612 году. Его мать, Джулия, обладала литературным талантом, её отцом был знаменитый экономист, правовед и публицист Чезаре Беккариа.
Алессандро учился неважно, но в 15 лет в нём проснулась страсть к поэзии, и он начал писать сонеты. После смерти отца, в 1805 году, он переехал к матери в Париж и провёл там два года в кругу литераторов и идеологов философского течения XVIII столетия. Среди них он обрёл настоящих друзей, в частности, Клода Фориэля. В то время Мандзони был поглощён идеями Вольтера. Но после женитьбы, находясь во многом под влиянием своей жены, стал страстным приверженцем католицизма, которому он оставался предан на протяжении всей своей дальнейшей жизни.
В период с 1806 года по 1807 год, во время пребывания в Парижe, он впервые выступает перед общественностью в роли поэта с двумя небольшими отрывками. Первый, с заголовком Урания, написан в классическом стиле, противником которого он сам позднее и являлся. Второй был элегией в свободных стихах, посвящённой памяти графа Карло Имбонати, от которого он унаследовал значительную собственность, в том числе загородный дом в Брузульо, который стал с тех пор его основным местожительством.
B 1819 году Мандзони издаёт свою первую трагедию Conte di Carmagnola, которая ломала все классические положения в литературе и, вместе с тем, разжигала оживлённое разногласие. В одной статье она подверглась сильной критике, после чего Гёте выступил в защиту произведения. Смерть Наполеона в 1821 году сподвигла к написанию стихотворения Cinque maggio («Пятое мая»), ставшего одним из популярнейших стихотворений на итальянском языке (на русский язык его перевёл Фёдор Тютчев — «Высокого предчувствия порывы и томления…»). Политические события этого года и арест многих его друзей отразились на творчестве писателя. Во время его последующего отъездда в Брузульо, чтобы отвлечься от происходящего, Мандзони уделяет много времени историческим исследованиям.

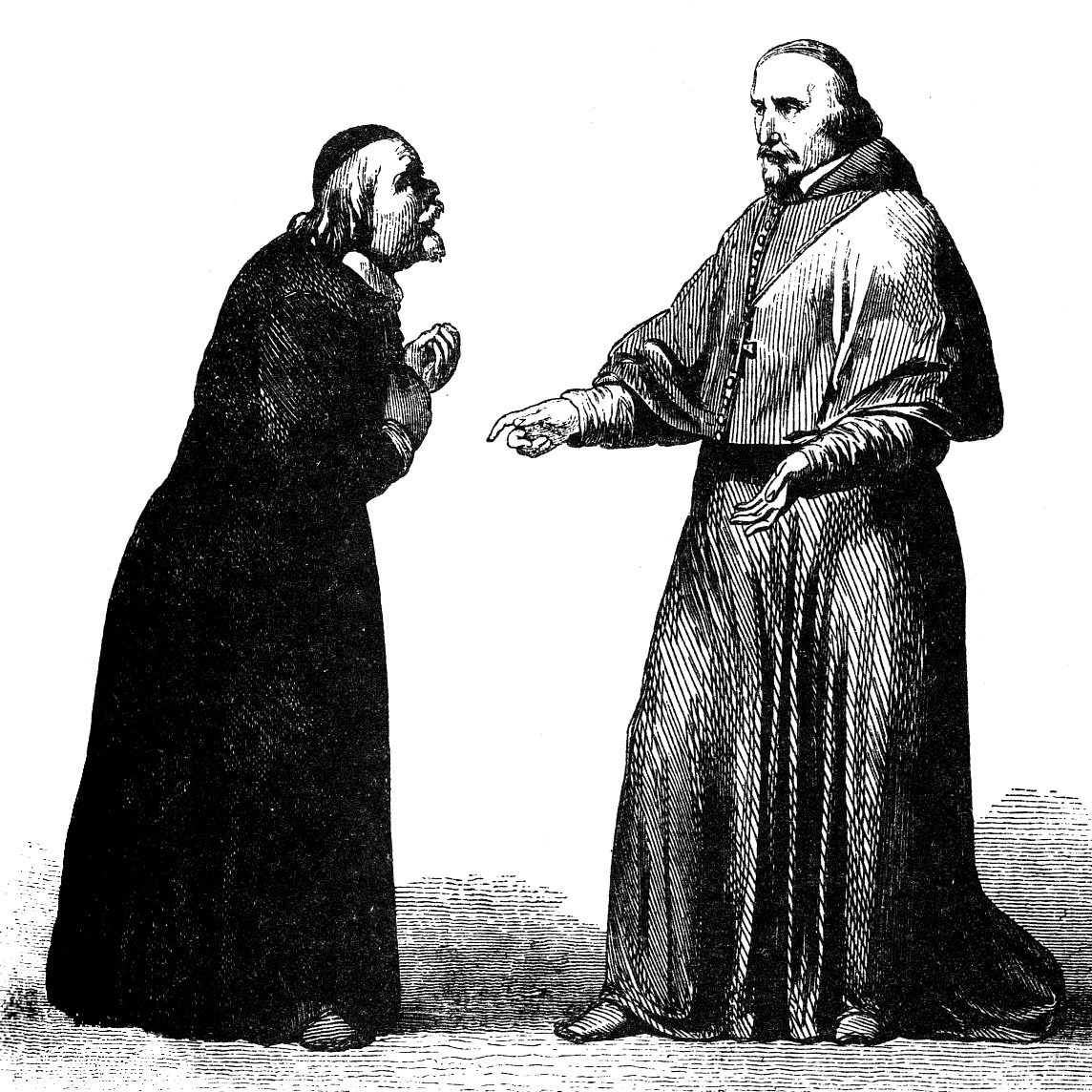
Франческо Гонин. Из иллюстраций к роману Мандзони Обручённые, 1840

В сентябре 1822 года Алессандро закончил работу над романом Обручённые и в 1827 году книга вышла в свет, что принесло автору огромную известность. В 1822 году он опубликовал вторую трагедию Adelchi, которая повествует об окончании лангобардского господства в Италии благодаря Карлу Великому и содержит много завуалированных намёков на австрийское господство. Литературная карьера автора была практически закончена этими произведениями. Тем не менее Мандзони продолжал свою работу над романом, переписывая и исправляя некоторые отрывки. Впоследствии он написал также ещё небольшую статью об итальянском языке.
После 1827 года Мандзони выступал лишь с теоретическими статьями о языке и литературе.

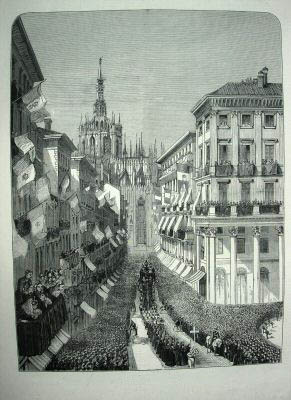
Похороны Мандзони в Милане

После смерти жены Мандзони в 1833 году умерли несколько его детей и его мать. В 1837 году он снова сочетался браком, на этот раз с Терезой Борри, вдовой графа Штампы, которую он также впоследствии пережил. Из девяти детей Мандзони только двое пережили отца.
В 1860 году король Виктор Эммануил II назначил его сенатором.
Смерть его старшего сына Луиджи 28 апреля 1873 года была окончательным ударом, он почти сразу же заболел и умер от менингита.
Страна провожала Мандзони в последний путь с почти королевской роскошью. Его останки сопровождала к Монументальному кладбищу Милана огромная похоронная процессия, которая включала принцев и наивысших чиновников.
Впечатляющий монумент представляет собой «Реквием» Верди, который он написал к первой годовщине смерти писателя, и который впервые был исполнен в церкви Святого Марка в Милане.

## Награды
- Кавалер Большого креста Ордена Короны Италии (22 апреля 1868 года)
- Кавалер ордена Святых Маврикия и Лазаря
- Командор ордена Святого Иосифа (Тоскана)
- Орден Pour le Mérite für Wissenschaften und Künste (Пруссия)[1].

## Почётные академические степени
- Почётный профессор Университета Неаполя (11 февраля 1862 г.)
- Член-корреспондент Академии делла Круска во Флоренции (11 декабря 1827 г.)
- Почётный член Ломбардского института науки и литературы в Милане (26 ноября 1839 г.), а в 1859—1861 гг. его президент, и с 19 декабря 1861 г. — почётный президент.
- Член Венецианского института науки, литературы и искусства (18 июля 1847 г.)
- Действительный член Академии наук, литературы и искусства Модены (1860 г.)
- Членом Королевского общества Неаполя (23 февраля 1864 г.)
- Член-корреспондент Академии наук Турина
- Почётный член Академии изящных искусств в Милане